# Šećerna Glava
Šećerna glava (portugalski: Pão de Açúcar) stjenovito je strmo brdo smješteno iznad Rio de Janeira u Brazilu. S njega se prostire pogled na veći dio zaljeva Guanabara te na Atlantski ocean. Visoko je 396 metara. Ime je dobilo po tome što podsjeća na tradicionalni oblik šećera.
To je monolitna stijena koja se sastoji od granita i kvarca. Žičarom, koja se uspinje svakih dvadeset minuta, može se doći do vrha. 
Naziv šećerna glava dali su Portugalci u 16. stoljeću. Prema povjesničaru Vieiri Fazendi brdo može zahvaliti ime obliku blokova šećera koji su bili smješteni u glinenim ćupovima.
Bilo je temom više filmova i ostalih umjetnosti.

## Vanjske poveznice
- Službene stranice

## Galerija
- Pogled na planinu s kipa Krista Iskupitelja
- Pogled na Rio i Šećernu glavu
- Pogled s rijeke, u pozadini kip Krista Iskupitelja
- Pogled na Rio sa Šećerne glave
- Pogled na Šećernu glavu s Crvene plaže (Praia Vermelha)